# Dicranomyia trituberculata
Dicranomyia trituberculata är en tvåvingeart. Dicranomyia trituberculata ingår i släktet Dicranomyia och familjen småharkrankar.

## Underarter
Arten delas in i följande underarter:
- D. t. ingloria
- D. t. trituberculata